# Supplementum Plantarum
Supplementum Plantarum Systematis Vegetabilium Editionis Decimae Tertiae, Generum Plantarum Editiones Sextae, et Specierum Plantarum Editionis Secundae, comúnmente abreviado como Supplementum Plantarum Systematis Vegetabilium o Supplementum Plantarum, y aún más abreviada por los botánicos como Suppl. Pl., es un libro editado en 1782 por Carlos Linneo el Joven. Está escrito completamente en latín, fue escrito como un suplemento a Genera Plantarum de 1737 Species Plantarum de 1753, ambos escritos por el padre del autor, el "padre de la taxonomía moderna", Carolus Linnaeus.
La portada indica que fue publicado en 1781, y se creyó durante mucho tiempo de había sido publicado en octubre de ese año. En 1976, sin embargo, Hermann Manitz utilizó una carta escrita por Jakob Friedrich Ehrhart para mostrar que de hecho había sido publicado en abril de 1782.